# Thorbjörn Widell
Thorbjörn Widell, född Karl Oskar Torbjörn Widell 21 oktober 1917 i Stockholm, död där 17 november 1973, var en svensk skådespelare.
Widell filmdebuterade 1937 i Sigurd Walléns Familjen Andersson, och han kom att medverka i fem filmer.

## Filmografi
- 1937 – Familjen Andersson
- 1941 – Uppåt igen
- 1942 – Olycksfågeln nr 13
- 1942 – Tre glada tokar
- 1949 – Hur tokigt som helst